# Enoanda

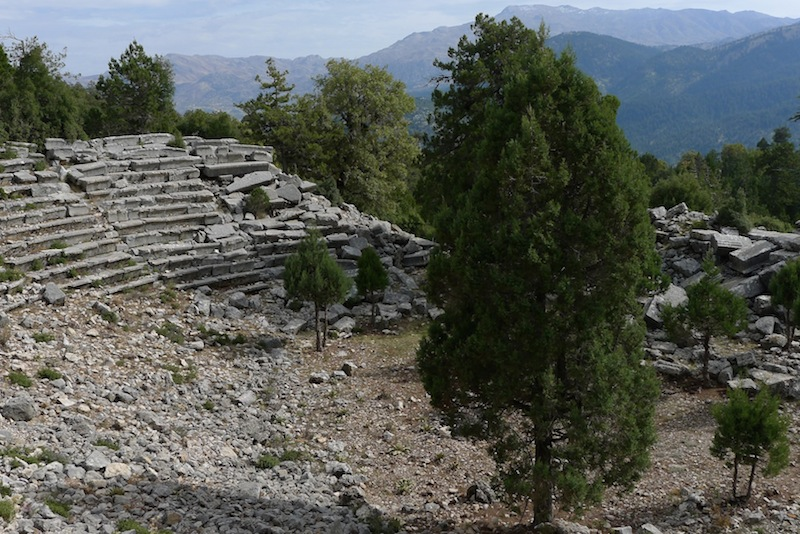
El teatro grecorromano de Enoanda.

Enoanda (en hitita: 𒃾𒅀𒉌𒌓𒉿𒀭𒁕 Wiyanawanda
en griego: Οινόανδα,  en griego: τὰ Οἰνόανδα, en plural) fue una ciudad de la Antigua Grecia situada en la región de Licia, en la parte alta del valle del río Janto. Es conocida por la inscripción filosófica del filósofo epicúreo Diógenes de Enoanda. Las ruinas de la ciudad están al oeste de la ciudad moderna de İncealiler en el distrito de Fethiye de la provincia de Muğla, Turquía, que está parcialmente construida sobre la ciudad antigua.

## Historia
Durante el periodo helenístico fue la ciudad más meridional del tetrápolis de Cibira, que fue disuelta por Lucio Licinio Murena en el 84 a. C. cuando Enoanda pasó a formar parte de la Liga Licia, según demuestran numerosas inscripciones.  La historia anterior de la ciudad se desconoce, a pesar de una misión llevada a cabo por el British Institute at Ankara en 1974-76. Parece que Enoanda se convirtió en una colonia de Termeso en torno al 200-190 a. C. y que también se la llamó Termessos Minor o Termessos i pros Oinoanda.
El lugar fue identificado primero por Hoskyns y Forbes en 1841, y publicado en el Journal of the Royal Geographical Society, XII (1843). La inscripción filosófica de Diógenes de Enoanda, se identificó más tarde a partir de fragmentos, procedentes al parecer de la estoa, que probablemente erigió él mismo. La estoa de Diógenes se desmanteló en la segunda mitad del siglo III para hacer sitio a un muro defensivo; antes el lugar carecía de fortificación. En 2012 se identificaron unos trescientos fragmentos de distintos tamaños (de unas pocas letras a varias frases que cubrían más de un bloque).
En los años 1990 se han encontrado pruebas de que hubo un antiguo puente romano.
El Instituto Arqueológico Alemán está llevando a cabo nuevas excavaciones.
Enoanda es una diócesis de la Iglesia católica.